# 七磷化三钾
七磷化三钾是钾的磷化物之一，化学式为K3P7。它可由KP15的热分解制备：
6 KP15 → 2K3P7 + 19 P4↑

## 化学性质
它和铜于1030 °C反应，可以得到KCu7P3。它和一氧化碳在一定条件下反应，得到磷杂乙炔醇盐。和氯化亚铁、四苯基硼酸铵和2,2,2-crypt反应，得到[Fe(HP7)2]2−。